# Müllwolle
Müllwolle ist ein aus Hausmüll hergestellter Stoff, der als Grundstoff für Papier, Pappe oder Isolierplatten dienen sollte. Das Verfahren zur Herstellung von Müllwolle wurde in den 1910ern vom Berliner Ingenieur Kurt Gerson entwickelt, konnte sich am Markt aber nicht durchsetzen. Gerson versuchte faser- und zellulosehaltige Substanzen (Lumpen, Papier, Stroh) aus dem Hausmüll auszusortieren. Diese ähnelten in ihrer Beschaffenheit roher Baumwolle und sollte zur Produktion von Papier, Pappe, Isoliermaterial, Film, Kunstseide, Sprengstoff und ähnlicher Stoffe verwendet werden.
Gerson hatte verschiedene Verfahren entwickelt, um die geeigneten Bestandteile von den ungeeigneten Bestandteilen des Hausmülls zu trennen. Bei dem Luftstromverfahren trennte ein Luftstrom Müllbestandteile verschiedener Masse, bei zwei anderen Verfahren wurde der Müll nach spröden oder faserigen Stoffen getrennt. Eine Schlagmühle verarbeitete spröde Substanzen zu Pulver und sollte faserige Substanzen miteinander verbinden, ohne sie zu zerstören, das andere, ältere, versuchte eine ähnliche Trennung mit Hilfe einer Kombination aus Mühle und Schüttelvorrichtung. Während die Faserstoffe zu Müllwolle weiterverarbeitet werden sollten, sollte das entstandene Pulver durch die Kanalisation auf die Felder geleitet werden. Insgesamt gelang es ihm, etwa 11 % des Hausmülls zu Müllwolle weiterzuverarbeiten.
Ab 1925 versuchte Gerson, Müllwolle in der umgebauten Schöneberger Müllverbrennungsanlage in Berlin-Schöneberg in industriellem Maßstab herzustellen. Erste Versuche mit 40 bis 50 Tonnen verarbeitetem Müll am Tag waren erfolgreich, und führten zu Nachfragen aus anderen Städten, und erregten auch im Ausland Aufmerksamkeit. Während sich der Betrieb bis 1939 noch nachweisen lässt, sind Details über das Ende der Berliner Müllwolleproduktion nicht bekannt.